# ジョルジュ＝アンリ・コロンブ
ジョルジュ＝アンリ・コロンブ（Georges-Henri Colombe、1998年4月9日 - ）は、フランスのラグビーユニオン選手。フランストップ14のスタッド・トゥールーザン（トゥールーズ）に所属している。

## 経歴
15歳から、ラシン92のアカデミーに所属した。
2017年、U20フランス代表としてU20シックス・ネーションズに出場。
2017年8月27日、トップ14の2017-18シーズンに、ラシン92でカストル・オランピック戦に控えから出場し、トップ14デビューを果たす。同シーズン終わりの2018年春に下位大会であるプロD2のUSONヌヴェールにレンタル移籍し、2試合出場した。
2022年、ラ・ロシェルに移籍。
2024年3月10日、フランス代表として、シックス・ネーションズ第4節ウェールズ代表戦で、控えから出場し1トライを挙げ、代表初キャップを得た。
2025-26シーズンから、スタッド・トゥールーザン（トゥールーズ）へ移籍。